# Alexander Campbell Botkin

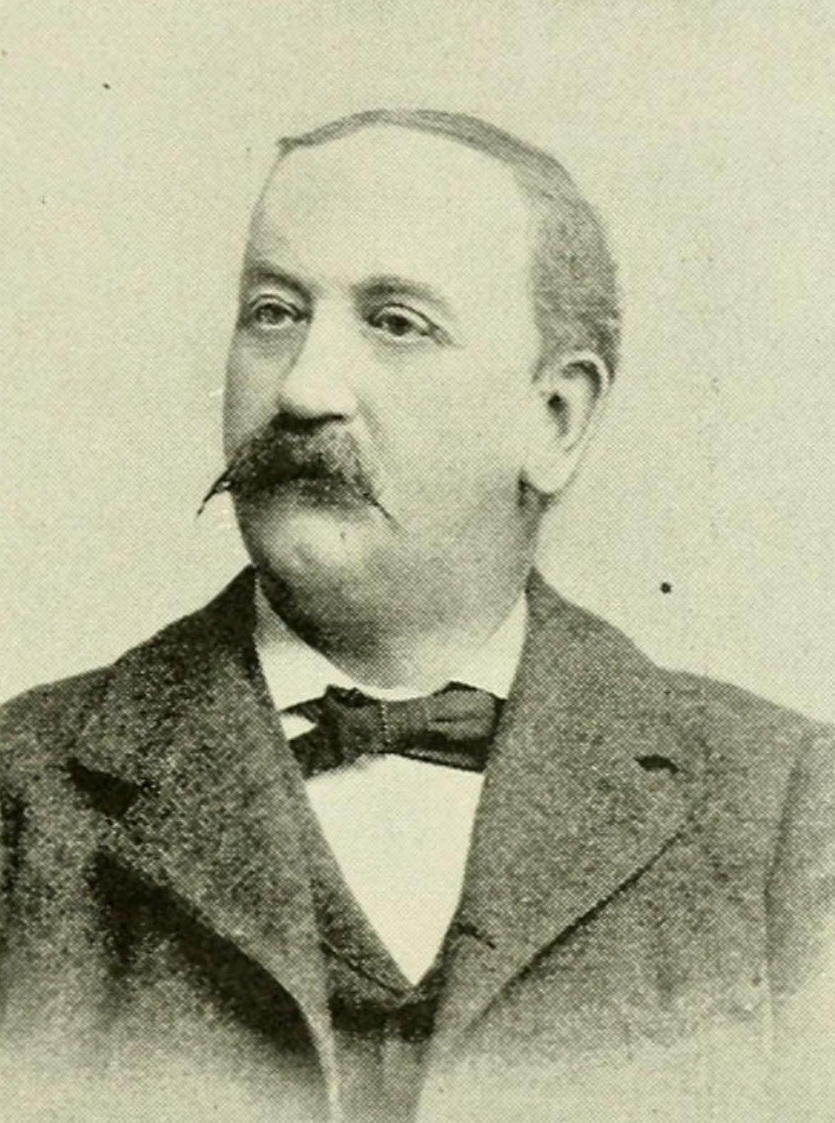
Alexander Campbell Botkin

Alexander Campbell Botkin (* 13. Oktober 1842 in Madison, Wisconsin; † 1. November 1905 in Washington, D.C.) war ein US-amerikanischer Politiker. Zwischen 1893 und 1897 war er Vizegouverneur des Bundesstaates Montana.

## Werdegang
Alexander Botkin studierte bis 1862 an der University of Wisconsin–Madison. Danach war er während des Bürgerkrieges Assistent eines Zahlmeisters (Paymaster’s clerk). Nach einem anschließenden Jurastudium an der University of Albany im Staat New York wurde er 1866 als Rechtsanwalt zugelassen. Anschließend arbeitete er aber zunächst in der Zeitungs- und Telegraphenbranche. Er war Herausgeber der Zeitungen Milwaukee Sentinel und Chicago Times. Später praktizierte er auch als Anwalt. Politisch schloss er sich der Republikanischen Partei an. 1878 wurde er US Marshal für das Montana-Territorium. Dieses Amt hatte er bis 1885 inne. Danach war er bis 1890 juristischer Vertreter der Stadt Helena. Im Jahr 1882 war er erfolgloser republikanischer Kandidat für die Position eines Kongressdelegierten für das Montana-Territorium.
1892 wurde Botkin an der Seite von John E. Rickards zum Vizegouverneur von Montana gewählt. Dieses Amt bekleidete er zwischen 1893 und 1897. Dabei war er Stellvertreter des Gouverneurs und Vorsitzender des Staatssenats. Diese Funktion übte jeder Vizegouverneur von Montana zwischen 1889 und 1972 aus; danach wurden die beiden Ämter getrennt. 1896 bewarb er sich erfolglos um das Amt des Gouverneurs. Botkin war auch Mitglied im Staatsvorstand seiner Partei. Seit 1897 gehörte er der Bundeskommission zur Überarbeitung des Strafrechts (Commission for the Criminal and Penal Laws) an, deren Vorsitz er dann übernahm. Diesen Posten bekleidete er bis zu seinem Tod am 1. November 1905 in Washington. Seit 1879 war er teilweise gelähmt. Trotz dieser Behinderung führte er seine privaten und politischen Tätigkeiten bis zu seinem Tod weiter.